# Овчаренко, Анна Дмитриевна
Анна Дмитриевна Овчаренко (1900, теперь Полтавская область — 24 января 1941, Полтавская область) — украинская советская деятельница, новатор сельскохозяйственного производства, звеньевая колхоза имени Кирова села Малые Сорочинцы Миргородского района Полтавской области. Депутат Верховного Совета СССР 1-го созыва (1937—1941).

## Биография
Родилась в бедной крестьянской семье. С детских лет батрачила у зажиточных крестьян, работала в сельском хозяйстве. Окончила курсы ликвидации неграмотности.
С 1930 года — колхозница, звеньевая колхоза имени Кирова села Малые Сорочинцы Миргородского района Полтавской области. Отмечалась высокими урожаями конопли. В 1938 году её звено собрало волокна конопли по 24 центнера с гектара.
Член ВКП(б). Избиралась членом ЦК Общества Красного Креста Украинской ССР.
Умерла после тяжелой и продолжительной болезни.

## Награды
- орден Трудового Красного Знамени (7.02.1939)
- орден «Знак Почета» (16.03.1936)
- медали